# Daichi Kawashima
Daichi Kawashima (川島 大地 Kawashima Daichi?), född 21 november 1986 i Ibaraki prefektur, är en japansk fotbollsspelare.
Kawashima började sin karriär 2009 i Kashima Antlers. 2011 blev han utlånad till Montedio Yamagata. Han gick tillbaka till Kashima Antlers 2013. 2014 flyttade han till Giravanz Kitakyushu. Han spelade 100 ligamatcher för klubben.